# Fu (kana)
En l'escriptura japonesa, els caràcters ふ (hiragana) i フ (katakana) són dues mores o kanes que ocupen la 28a posició en el sistema modern d'ordenació alfabètica gojūon (五十音), entre ひ i へ; i el 32è en el poema iroha, entre け i こ. En la taula de l'ordre gojūon (per columnes, i de dreta a esquerra), es troba en la sisena columna (は行, «columna HA») i la tercera fila (う段, «fila U»). En fonologia, una mora és la unitat superior al segment i inferior a la síl·laba.
Tant ふ com フ provenen del kanji 不. Poden dur l'accent dakuten: ぶ, ブ; així com el handakuten: ぷ, プ. Existeix una versió hentaigana de ふ, , que prové del kanji 婦.

## Romanització
Segons els sistemes de romanització Hepburn modificat, Kunrei-shiki i Nihon-shiki:
- ふ, フ es romanitzen com a «fu».
- ぶ, ブ es romanitzen com a «bu».
- ぷ, プ es romanitzen com a «pu».

## Escriptura
|  | El caràcter ふ s'escriu amb tres o quatre traços: 1. Traç curt diagonal cap avall a la dreta. 2. Traç corbilini descendent semblant a un ganxo sota del primer traç. De vegades els dos primers traços es fusionen en un similar en forma a un xifre 3. |
|  | El caràcter フ s'escriu amb un sol traç compost per una línia horitzontal seguida d'un traç corbilini semblant a un arc de circumferència de 90° traçat en el sentit de les agulles del rellotge.                                                       |

## Altres escriptures
| ふ / フ en braille japonès                                 | ふ / フ en braille japonès                                  | ふ / フ en braille japonès                                  | ふ / フ en braille japonès                                                               | ふ / フ en braille japonès                                                                | ふ / フ en braille japonès                                                                |
| ---------------------------------------------------------- | ----------------------------------------------------------- | ----------------------------------------------------------- | ---------------------------------------------------------------------------------------- | ----------------------------------------------------------------------------------------- | ----------------------------------------------------------------------------------------- |
| は / ハ ha                                                 | ば / バ ba                                                  | ぱ / パ pa                                                  | はあ / ハー hā                                                                           | ばあ / バー bā                                                                            | ぱあ / パー pā                                                                            |
| ⠭ (braille pattern dots-1346)                              | ⠐ (braille pattern dots-5) · ⠭ (braille pattern dots-1346)  | ⠠ (braille pattern dots-6) · ⠭ (braille pattern dots-1346)  | ⠭ (braille pattern dots-1346) · ⠒ (braille pattern dots-25)                              | ⠐ (braille pattern dots-5) · ⠭ (braille pattern dots-1346) · ⠒ (braille pattern dots-25)  | ⠠ (braille pattern dots-6) · ⠭ (braille pattern dots-1346) · ⠒ (braille pattern dots-25)  |
| Altres kanes en braille basades en ふ / フ                 |                                                             |                                                             |                                                                                          |                                                                                           |                                                                                           |
| ひゅ / ヒゅ hyu                                            | びゅ / ビュ byu                                             | ぴゅ / ピュ pyu                                             | ひゅう / ヒュー hyū                                                                      | びゅう / ビュー byū                                                                       | ぴゅう / ピュー pyū                                                                       |
| ⠈ (braille pattern dots-4) · ⠭ (braille pattern dots-1346) | ⠘ (braille pattern dots-45) · ⠭ (braille pattern dots-1346) | ⠨ (braille pattern dots-46) · ⠭ (braille pattern dots-1346) | ⠈ (braille pattern dots-4) · ⠭ (braille pattern dots-1346) · ⠒ (braille pattern dots-25) | ⠘ (braille pattern dots-45) · ⠭ (braille pattern dots-1346) · ⠒ (braille pattern dots-25) | ⠨ (braille pattern dots-46) · ⠭ (braille pattern dots-1346) · ⠒ (braille pattern dots-25) |

- Alfabet fonètic: 「富士山のフ」 (la «fu de Fuji-san», el mont Fuji)
- Codi Morse: －－・・[7]